# Zelenodolsky (distrito)
Zelenodolsky (em russo:  Зеленодольский райо́н; em tártaro:  Яшел Үзән районы) é um distrito do Tartaristão, uma das repúblicas da Rússia. A sede do distrito fica na cidade de Zelenodolsk que não pertence ao distrito e se encontra sob jurisdição direta da República do Tartaristão.